# Shorty Templeman
Clark "Shorty" Templeman (Pueblo, Californië, 12 augustus 1919 - Marion, Ohio, 24 augustus 1962) was een Amerikaans autocoureur. Hij nam 5 maal deel aan de Indianapolis 500, waarvan 3 - de edities van 1955, 1958 en 1960 - onderdeel uitmaakten van het wereldkampioenschap Formule 1. In deze 3 races scoorde hij geen WK-punten. Hij overleed in een ziekenhuis aan zijn verwondingen van een midget car-crash op Marion County.